# ناحية تشابشلو
ناحية تشابشلو (بالفارسية: بخش چاپشلو) هي ناحية في مقاطعة درغز، محافظة خراسان رضوي، إيران. حسب إحصاء 2016، عدد سكان الناحية 11360 فردا في 3511 عائلة. بالناحية مدينة واحدة هي تشابشلو، وبها ناحيتان ريفيتان هما قسم ميانكوه الريفي وقسم قرة باشلو الريفي.